# Medalha Fundadores IEEE
A Medalha Fundadores IEEE (em inglês:  IEEE Founders Medal) é um prêmio concedido por contribuições excepcionais na liderança, planejamento e administração de assuntos de grande valor para profissão das engenharias elétrica e eletrônica. Pode ser concedida a uma pessoa individual ou equipe de até três pessoas. Foi estabelecida pelo Instituto de Engenheiros de Rádio (em inglês:  Institute of Radio Engineers - IRE) em 1952. A medalha continuou a ser concedida após a fusão do IRE com o Instituto Americano de Engenheiros Eletricistas (em inglês:  American Institute of Electrical Engineers - AIEE) em 1963 para formar o Instituto de Engenheiros Eletricistas e Eletrônicos (em inglês:  Institute of Electrical and Electronics Engineers - IEEE). Os recipientes recebem uma medalha de ouro, uma réplica de bronze, um certificado e um honorário em dinheiro.

## Recipientes
- 1953: David Sarnoff
- 1954: Alfred Norton Goldsmith
- 1955: Não houve premiação
- 1956: Não houve premiação
- 1957: Raymond Heising
- 1958: Walter Ransom Gail Baker
- 1959: Não houve premiação
- 1960: Haraden Pratt
- 1961: Ralph Bown
- 1962: Não houve premiação
- 1963: Frederick Terman
- 1964: Andrew McNaughton
- 1965: Não houve premiação
- 1966: Elmer William Engstrom
- 1967: Harvey Fletcher
- 1968: Patrick Haggerty
- 1969: Emmett Finley Carter
- 1970: Morris D. Hooven
- 1971: Ernst Weber
- 1972: Masaru Ibuka
- 1973: Bill Hewlett e David Packard
- 1974: Lawrence A. Hyland
- 1975: John Grist Brainerd
- 1976: Edward W. Herold
- 1977: Jerome Wiesner
- 1978: Donald Glen Fink
- 1979: Hanzo Omi
- 1980: Simon Ramo
- 1981: James Hillier
- 1982: Shigeru Yonezawa
- 1983: Joseph Mayo Pettit
- 1984: Koji Kobayashi
- 1985: William Charles Norris
- 1986: George Heilmeier
- 1987: James B. Owens
- 1988: Ian M. Ross
- 1989: Ivan Getting
- 1990: Erich Bloch
- 1991: Irwin Dorros
- 1992: Roland Walter Schmitt
- 1993: Ken Olsen
- 1994: Akio Morita
- 1995: Malcolm R. Currie
- 1996: Norman Ralph Augustine
- 1997: Gordon Moore
- 1998: Alan W. Rudge
- 1999: Benjamin M. Rosen
- 2000: Bob Galvin
- 2001: Robert Frosch
- 2002: Thomas Eugene Everhart
- 2003: Ray Stata
- 2004: Mildred Dresselhaus
- 2005: Eugene Wong
- 2006: Toshiharu Aoki
- 2007: Anita Jones
- 2008: Steven Sample
- 2009: Craig Radford Barrett
- 2010: Paul Edward Gray
- 2011: James F. Gibbons
- 2012: Faqir Chand Kohli
- 2013: Leo Beranek
- 2014: Eric Schmidt
- 2015: James D. Plummer
- 2016: Não houve premiação
- 2017: Takeo Kanade
- 2018: N. R. Narayana Murthy
- 2019: Robin Saxby
- 2020: Jensen Huang